# بویالی (سنان‌پاشا)
بویالی (به ترکی استانبولی: Boyalı) یک منطقهٔ مسکونی در ترکیه است که در سنان‌پاشا واقع شده‌است.